# Andy Goram
Andrew "Andy" Lewis Goram (Bury, 13 de abril de 1964 – 2 de julho de 2022) foi um ex-futebolista escocês nascido na Inglaterra.
Após dez anos de carreira, entre Oldham Athletic e Hibernian (onde marcou um gol), Goram chegou ao Rangers, onde mais se destacou. Participou de sete dos nove títulos seguidos no campeonato escocês conquistados pelo clube até 1997. Foi eleito pelos fãs do Rangers o melhor goleiro da história do clube, em 2001, quando já havia deixado a equipe. Goram encerrou a carreira em 2004, após jogar por 23 anos.
Pela Escócia, jogou não apenas pela Seleção de Futebol, como também pela de Críquete. Foi a duas Copas do Mundo, em 1986 e 1990, além das Eurocopas de 1992 (único torneio em que foi titular) e 1996. Era esperado que fosse ao mundial de 1998, mas, aos 34 anos, acabou preterido, embora a equipe convocada tivesse média de idade alta - o próprio goleiro titular, Jim Leighton, possuía 39 anos à época da Copa (foi o jogador mais velho da competição). Ao todo, Goram jogou 43 vezes pela equipe de futebol da Escócia e 4 pela de críquete. Foi treinador de goleiros do Airdrieonians, da Terceira Divisão Escocesa. 
Faleceu em 2 de julho de 2022, decorrente de câncer esofágico.